# ル・アーヴルの靴みがき
『ル・アーヴルの靴みがき』（ルアーヴルのくつみがき、Le Havre ）は、アキ・カウリスマキ監督・脚本による2011年のコメディ・ドラマ映画である。出演はアンドレ・ウィルム、カティ・オウティネン、ジャン＝ピエール・ダルッサン、ブロンダン・ミゲルらであり、フランスの港町のル・アーヴルで靴磨きをする男を中心とする物語が描かれる。カウリスマキにとっては『ラヴィ・ド・ボエーム』（1992年）以来2本目となるフランス語映画である。カウリスマキは本作を港町を舞台とした三部作の1作目とする構想で続編はスペインとドイツを舞台としてそれぞれ現地語を使う構想だったが、後に“難民3部作”と改め第2弾として『希望のかなた』（2017年）を製作した。
2011年5月に第64回カンヌ国際映画祭のコンペティション部門でプレミア上映され、FIPRESCI賞を獲得した。第84回アカデミー賞の外国語映画賞にはフィンランド代表作品として出品されたが、最終選考には残らなかった。

## あらすじ
港町ル・アーヴル。ここに暮らすマルセルは、ベトナム移民のチャングとともに靴磨きに精を出し、夕暮れともなると微々たる儲けながら代金を持ち帰り、妻のアルレッティに迎えてもらうのを楽しみにしていた。ずっと苦労をかけてきた妻は、マルセルにしてみれば勿体ないくらいの女と感じられてならなかったからだ。そんなアルレッティは自分が病に侵されつつあることを実感しはじめていた。そうした日々のなか、港町にガボンからの船が辿り着き、密航者の少年イドリッサがマルセルの家に転がり込む。見捨てられないと考えたマルセルは、街の一同とともに彼をはじめとした密航者たちをかばうが、冷酷な警視モネが捜査を進めてゆく。しかしもう少しのところでイドリッサたちを捕らえようとしたモネは、人々の人情に触れて事実を見過ごした。そしてその頃、アルレッティの病にも救いが訪れるのだった。

## キャスト
※括弧内は日本語吹替。
- マルセル・マルクス - アンドレ・ウィルム（大塚芳忠）
- アルレッティ - カティ・オウティネン（田中敦子）
- モネ警視 - ジャン＝ピエール・ダルッサン（伊藤和晃）
- イドリッサ - ブロンダン・ミゲル（朴璐美）
- クレール - エリナ・サロ（英語版） （藤生聖子）
- イヴェット - イヴリーヌ・ディディ（英語版）（宮崎智栄子）
- チャング - クォック＝デュン・グエン（佐藤せつじ）
- ジャン＝ピエール - フランソワ・モニエ（町田政則）
- リトル・ボブ - ロベルト・ピアッツァ（フランス語版）（宮本崇弘）
- ベッカー医師 - ピエール・エテックス（武田幸史）
- 密告者 - ジャン＝ピエール・レオ（鈴木雄二）

## 製作
カウリスマキは製作開始の3年前よりヨーロッパに移り住んだアフリカの子供についてのアイデアを持っていた。彼の当初の構想ではイタリアかスペインの地中海沿岸部が舞台であったが、最終的にはフランス北部ル・アーヴルに落ち着いた。
脚本の執筆は2009年夏に行われた。いくつかのキャラクターの名前は、アルレッティやジャック・ベッケルといったフランス映画のアイコンにオマージュが捧げられた。主人公のマルセル・マルクスという名前はカール・マルクスにインスパイアされている。マルセルを演じるアンドレ・ウィルムは以前にカウリスマキの映画『ラヴィ・ド・ボエーム』で同名キャラクターを演じていた。モネ警視はフョードル・ドストエフスキーの小説『罪と罰』に登場するポルフィーリー・ペトローヴィチにインスパイアされている。
製作費380万ユーロのうち75万ユーロはフィンランド映画財団からの援助である。カウリスマキの会社であるスプートニクが主要製作を務め、他にフィンランド国営放送、フランスのピラミッド・プロダクションズ、ドイツのパンドラ・フィルムが参加する。撮影は2010年3月23日に始まり、5月12日に完了した。

## 公開
2011年5月17日に第64回カンヌ国際映画祭にコンペティション部門でプレミア上映された。カウリスマキの映画が同映画祭のコンペティション部門で上映されるのは『浮き雲』、『過去のない男』、『街のあかり』に続いて4度目である。フィンランドでは2011年9月9日にフューチャー・フィルム・ディストリビューション配給により公開された。フランスでは12月21日にピラミッド・ディストリビューション配給で公開された。アメリカ合衆国ではヤヌス・フィルムズが配給した。

### 批評家の反応
Rotten Tomatoesでは83件のレビューで支持率は99%となっている。

### 受賞
カンヌ国際映画祭ではFIPRESCI賞を受賞した。他に同映画祭でエキュメリック賞の時点に選ばれ、さらに犬のライカがパルム・ドッグ賞の審査員特別賞を獲得した。